# Leucospis vallicaucaensis
Leucospis vallicaucaensis is een vliesvleugelig insect uit de familie Leucospidae. De wetenschappelijke naam is voor het eerst geldig gepubliceerd in 2010 door Pujade-Villar & Caicedo.